# Стих
Стих је један ред у песми. Од два или више стиха састоји се строфа. Епске песме су писане у десетерцу, стиху са десет слогова.

## Стихови из епских песама

### Стари Вујадин
Ђевојка је своје очи клела:

Чарне очи, да би не гледале!

Све гледасте, данас не виђесте

ђе прођоше Турци Лијевљани,

проведоше из горе хајдуке:

Вујадина са обадва сина ...